# Крымгиреевское
Крымгиреевское — село в составе Андроповского района (муниципального округа) Ставропольского края России.

## Варианты названия
Происхождение топонима Крымгиреевское связано с фамилией бывшего местного землевладельца Крым-Гирея — потомка династии крымских ханов Гиреев. Другие варианты этого наименования: Крым-Гиреево, Крым-Гиреевское, Крымгереевское, Крымгиреевка.
Ещё одно название — Николаевское (Николаевка) — было присвоено селу в память об основавших его выходцах из одноимённого населённого пункта Ставропольской губернии.

## География
Село расположено в долине балки Солёный Ярок в верховьях реки Карамык (приток Кумы), у восточных склонов горы Брык, в 20 км северо-восточнее районного центра Курсавка. В районе села проходит Большой Ставропольский канал (частично в подземном коллекторе). Железнодорожная станция Крым-Гиреево на линии Армавир — Минеральные Воды находится в 14 км юго-западнее села.
Протяжённость границ села — 6,8 км с севера на юг и 3,7 км с запада на восток, общая площадь — 129,67 км², высота над уровнем моря — 551 м.

## История
Село основано в 1866 году выходцами из села Николаевского Медвеженского уезда. Согласно справочнику «Ставропольская губерния в статистическом, географическом, историческом и сельско-хозяйственном отношениях» (1897), первые поселенцы, «недовольные избранным ими местом, скоро перешли на жительство в другие села, и только вторая партия переселенцев из России положила прочное основание селу, но не на том месте, расположились первые поселенцы, а в 7-ми верстах на юг от него». Местность, которую занимали временные постройки николаевцев, после их ухода получила название «Кочёвки Николаевцев».
По данным упомянутого выше справочника, земля, занятая селом Крымгиреевкой, до 1865 года принадлежала татарам, а в 1890-х годах перешла в казну. В том же источнике, со ссылкой на рассказы старожилов, сообщается, что прежним владельцем этой земли был князь Крым-Гирей, хутор которого находился «в 2½ верстах от села, на р. „Крымгиреевке“» (второе название реки Мокрый Карамык). По другим сведениям, соответствующий земельный надел с 1864 года находился в собственности тайного советника А. М. Фадеева.
В 1883 году в Крымгиреевском проживало 4,2 тысячи жителей, имелись 566 дворов и 585 домов, а в 1897 году население села составляло уже 5.5 тысяч жителей с 761 двором и 973 домами. В начале XX века в селе числилось 7,2 тысяч человек, имелось 13 торговых предприятий, 2 промышленных, аптека.
В 1892 году в Крымгиевском вспыхнула эпидемия холеры, унесшая жизни 142 человек. В том же году на село обрушился сильный град, уничтоживший 2000 десятин посева.
В 1918 году на Ставрополье начался процесс коллективизации, не получивший достаточного развития из-за гражданской войны. После окончательного установления советской власти в регионе стали создаваться коммуны и артели, организуемые бывшими красноармейцами. В 1921 году в селе Крымгиреевском образовалась артель «Ильинская», в 1924 году — сельскохозяйственное товарищество «Крымгиреевское».
По данным за 1920 год, в состав Крымгиреевской волости входило 3 населённых пункта: село Крымгиреевское, посёлок Солуно-Дмитриевский и хутор Троицкий. Площадь земель волости составляла 32 022,39 десятин.
Село сильно пострадало во время гражданской войны, а также голода 1933 года, унёсшего жизни трети жителей. На фронтах Великой Отечественной войны погибло 373 жителя села.
12 апреля 1924 года образован Крымгиреевский сельсовет, в который вошли село Крымгиреевское (административный центр) и хутор Карамык.
В связи с введением в 1935 году новой сети районов Северо-Кавказского края Крымгиреевский сельсовет был выделен из Курсавского района и присоединён к Нагутскому району. В 1953 году Нагутский район был упразднён, сельсовет со всеми населёнными пунктами передан в Курсавский район Ставропольского края. В 1963—1970 гг. Крымгиреевский сельсовет входил в состав к Минераловодского района:19. На 1 января 1983 года сельсовет включал один населённый пункт — село Крымгиреевское:17.
До 16 марта 2020 года село образовывало упразднённое сельское поселение село Крымгиреевское.

## Население
| 1870  | 1874  | 1881  | 1897  | 1903  | 1908    | 1910  | 1926  | 1939  | 1959  |
| ----- | ----- | ----- | ----- | ----- | ------- | ----- | ----- | ----- | ----- |
| 2438  | ↘1293 | ↗4240 | ↗5492 | ↗6232 | ↗10 179 | ↘7261 | ↘6040 | ↘2389 | ↘2103 |
| 1970  | 1979  | 1989  | 1999  | 2002  | 2008    | 2010  | 2011  | 2012  | 2013  |
| ↗2645 | ↘2381 | ↘1993 | ↗2130 | ↘2083 | ↘1871   | ↗1976 | ↗1998 | ↘1976 | ↘1965 |
| 2014  | 2015  | 2016  | 2017  | 2018  | 2019    | 2020  | 2021  |       |       |
| ↘1961 | ↘1943 | ↗1945 | ↘1935 | ↘1930 | ↗1944   | ↗1946 | ↘1907 |       |       |

В соответствии со справочником «Ставропольская губерния в статистическом, географическом, историческом и сельско-хозяйственном отношениях» (1897), в селе числилось: по окладным листам — 1298 ревизских душ, по посемейным спискам — 5387 наличных душ (2691 мужчина и 2696 женщин). Иногородних лиц, не приписанных к обществу, в селе проживало 178 (88 мужчин и 90 женщин). Коренными жителями села были преимущественно малороссы — переселенцы из чернозёмной полосы России; меньшую часть коренного населения составляли великороссы, прибывшие из той же местности. В число иногородних в большинстве случаев входили родственники, соседи или знакомые коренных жителей, переселившиеся из тех же губерний.
Национальный состав
По итогам переписи населения 2010 года проживали следующие национальности (национальности менее 1 %, см. в сноске к строке «Другие»):
| Национальность | Численность | Процент |
| -------------- | ----------- | ------- |
| Русские        | 1654        | 83,70   |
| Даргинцы       | 80          | 4,05    |
| Армяне         | 75          | 3,80    |
| Чеченцы        | 52          | 2,63    |
| Другие         | 115         | 5,82    |
| Итого          | 1976        | 100,00  |

## Местное самоуправление
Дума села Крымгиреевского
Администрация
- 2011—2015 годы — Геращенко Валерий Дмитриевич[46]
- с 2015 года — Черевашенко Валерий Петрович[47]

## Инфраструктура
На территории села находятся администрация сельского поселения, дом культуры, средняя школа, детсад, медпункт, библиотека (открыта 27 мая 1936 года), предприятия сельского хозяйства. В юго-восточной части расположено общественное открытое кладбище общей площадью 35 тыс. м².
В селе насчитывается 9 улиц и 2 переулка.

## Связь
В Крымгиреевском доступна сотовая связь (2G, 3G), обеспечиваемая операторами «Билайн», «МегаФон», «МТС», «Yota».
Село входит в перечень поселений (населённых пунктов) Ставропольского края с численностью населения менее трёх тысяч человек, в которых отсутствует точка доступа к информационно-телекоммуникационной сети «Интернет».

## Образование
- Детский сад № 5 «Белочка»
- Средняя общеобразовательная школа № 10

## Сельское хозяйство
- Андроповский АГРОпроект[56] (возделывание зерновых и масличных культур)

## Эпидемиология
- Находится в местности, отнесённой к активным природным очагам туляремии[57].

## Археологические памятники
В 1,28 км от села, на склоне левой стороны долины ручья Широкий, левого притока реки Суркуль, расположен курганный могильник «Кунаковский-3» (6 курганных насыпей), относящийся к эпохе бронзы. Представляет научную, историческую и культурную ценность, является объектом археологического наследия. В 2007 году при охранных раскопках двух курганных насыпей (5-й и 6-й) в могильнике «Кунаковский-3» обнаружено 17 погребений, в том числе эпохи средней и поздней бронзы, среднего железа. Погребённые были уложены либо на спине либо скорченно на боку. Погребальный инвентарь представлен глиняными курильницами, жаровнями, горшками, каменными бусами, бронзовыми (нож, подвеска, кольцо) и костяными (пластины, кольца) изделиями.

## Памятники истории
В центральной части села находится объект культурного наследия (памятник истории) регионального значения — Братская могила 6 партизан, погибших в Гражданскую войну за власть Советов (рег. № 261410180840005 (ЕГРОКН)). Согласно данным портала «Культурное наследие» объект датируется 1918—1920, 1952 годами. Представлен двумя каменными надгробиями в виде обелисков, увенчанных красными пятиконечными звёздами и водружённых на постаменты с мемориальными досками. В одной могиле захоронены останки красноармейцев, погибших в годы Гражданской войны, в другой — военнослужащих Советской армии, павших при освобождении села во время Великой Отечественной войны, а также двоих местных жителей, убитых фашистами в 1942 году. В Крымгиреевском имеется ещё один памятник погибшим в годы Великой Отечественной войны, установленный на сельском кладбище.